# 人吉海軍航空隊

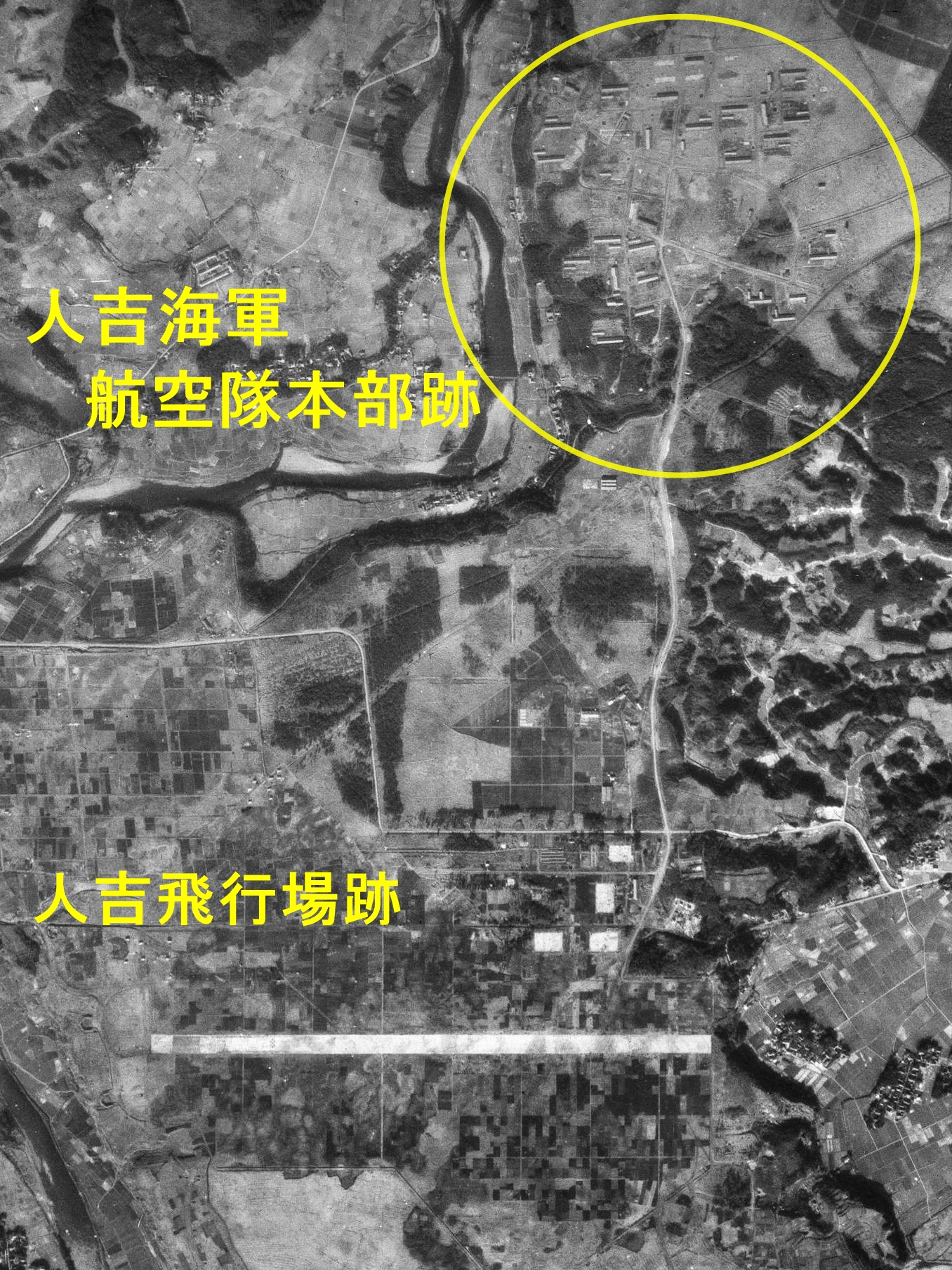
人吉海軍航空隊跡および人吉飛行場跡（1947年）

人吉海軍航空隊（ひとよしかいぐんこうくうたい）は、日本海軍の部隊・教育機関の一つ。

## 概要
熊本県球磨郡木上村（現・錦町）から同郡川村（現・相良村）の南部にかけて所在した。四方を山々に囲まれた人吉盆地にあったため、「山の日本海軍航空隊」と呼ばれていた。
基地は太平洋戦争開戦後の兵站基地であり、予科練の教育施設として利用され、エンジニアやパイロットを養成するための教育基地でもあったが、飛行機工場、兵器工場、機械工場、発動機工場、自動車工場などの工廠としての機能も兼ね備えていた。
航空隊は警備隊（九州航空隊人吉派遣隊）となり、基地の管理や警備を担当した。基地は、本土決戦のための兵站基地として利用されることになった。さらに「中型練習機、軽爆撃機を以って作戦するに必要なる施設」と指定された。

## 沿革
- 1943年（昭和18年）
  - 11月 - 日本海軍航空隊の中継基地として建設開始[1]
- 1944年（昭和19年）
  - 2月 - 開隊し、予科練生の教育施設として使用が始まる[注釈 1]
- 1945年（昭和20年）
  - 2月 - 教育を停止し、3月には第22連合航空隊に編入となり、本土防衛協力を要求される
  - 3月 - アメリカ軍の23機の艦載機が飛行場地区を空襲
  - 5月 - アメリカ軍の18機の艦載機が機銃掃射、爆弾、ロケット弾を撃ち込み、地上施設が壊滅する
  - 7月 - 解隊

## 歴代司令
- 台 由男（海軍大佐 昭和19年2月1日-）[2]
- 田中 千春（海軍大佐 昭和19年7月13日-昭和20年7月10日解隊）

## 組織
終戦直前に配置されていたもの

- 九州航空隊人吉派遣隊＝人吉海軍警備隊（主に作戦を担当）
- 第二十二航空廠人吉分工場（主に修理を担当）（工場長の遊橋辰雄・海軍少佐（終戦時に中佐）は戦後、基地の引継責任者となっている）
- 佐世保軍需部鹿児島支部人吉出張所（物資の管理を担当）
- 佐世保施設部鹿児島支部出水地方施設事務所人吉出張所（基地建設を担当）
- 第五二一設営隊（基地建設を担当）
- 霧島病院人吉病舎（医療を担当）
- 佐世保経理部鹿児島支部人吉出張所（出納を担当）

## 主力機種等
- 終戦時にあった機体は次の通り[4]。

1. 九三式中間練習機×96機
2. 九〇式機上作業練習機×3機
3. 九〇式艦上戦闘機×8機
4. 九六式艦上戦闘機×19機
5. 二式練習用戦闘機×3機
6. 零式艦上戦闘機×2機
7. 雷電 (航空機)局地戦闘機×1機
8. 九六式練習用爆撃機×2機
9. 九九式艦上爆撃機×1機
10. 九七式艦上攻撃機×1機
11. 零式水上観測機×1機
12. 零式水上偵察機×2機
13. 二式水上戦闘機×2機
14. 陸軍機×1機

## 基地遺構
現在の、熊本県球磨郡錦町の北西部から同郡相良村の南部にかけての広大な敷地に開設された国内でも有数の広大な基地であった。また多くの地下軍事施設（作戦室、無線室、発電所、兵舎、倉庫、格納庫、トンネル、工場など）が遺構として現存し、地上には格納庫の土台や、軍需工場の岡本工場などが、戦後80年の時を経た今でも残る。
この岡本工場は飛行機脚などを製造していた工場で、愛知県にあった岡本工業株式会社が全国に7つ所有していた工場の1つでもあった
。

### 庁舎居住地区跡
本部や兵舎、調理場、浴場、病院などが立ち並んでいた。
- 地下発電所 - ドイツ製のディーゼル発電機が据え付けられ、地下工場などに電力を供給していた。発電機はないが、発電所の地下壕は現存している。
- 貯水槽 - 発電所の近くに現存するが、水は溜まっていない。
- 防火用水 - 敵の空襲に備え数多くの防火用水がつくられた。そのうち数個が今でも残っている。
- 岩風呂 - 航空隊・兵舎居住地区の裏手にある集落には、当時の基地関係者が訪ずれ入浴を楽しんだ岩風呂が今も残る。
- 浴場跡 - 煉瓦で作られた大型浴槽が民家の庭として残っている。
- 地下指揮室 - 航空隊幹部宿舎のあった丘陵地の地下に残る。出入口は埋められている。
- 浄化槽 - 人手不足で糞尿処理が追い付かなくなり、環境汚染を防ぐために浄化槽を設置した。
- 第2グラウンド - 棒倒しなどの運動が行われていた。庁舎居住地区を出て、軍用道路を飛行場方面に数百メートル進み、西に少し降りたところにあった。今は開墾されて田畑となっている。
- 隊門 - 往時の偲ばせる隊門が今でも残る。
- 水源地跡 - 航空隊で使用する生活用水の水源地は、今でも残されている。2013年頃まで使用されていた。
- 用水路 - 基地の水不足を補うため、川辺川から取水し、庁舎居住地区を通って飛行場に流れていた用水路は、今でも現役の農業用水路として使用されている。
- 練兵場跡 - 国有地や民有地として農業等に利用されている。終戦後まもない頃は野球グラウンドとして利用されていた。
- 銃座跡・塹壕跡 - 周辺の森林内に土を掘って構築した跡がいくつか残る。

### 工場地区跡

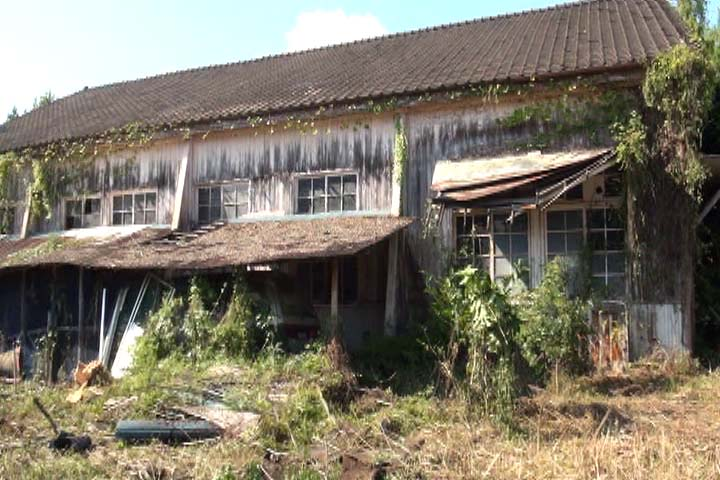
飛行機脚などを製造していた軍需工場である岡本工場跡

飛行場地区跡と庁舎居住地区の中間地点で工場や水利施設があった。なお、岡本工場周辺には陸軍の特攻訓練所もあった。
- 岡本工場 - 軍用道路の西側には軍需工場の岡本工場と、その作業員のための宿舎があり、その建物の一部が今でも残っている。
- 軍用道路 - 兵舎居住地区と飛行場地区を結ぶため、軍用道路がつくられた。現在でも一般道として利用されている。
- 飛行場用水路 - 水の便が悪かった為近隣の川辺川から飛行場まで続く長い用水路がつくられた。
- 格納庫跡 - 滑走路の北側には、格納庫の土台が残っている。ここには予科練生や、特攻隊員が訓練するための飛行機が格納されていたが、２度の空襲で破壊された。
- 工場区 - 飛行場側隊門を入って右手に旋盤工場等の軍需工場が併設されていた。
- 銃座跡・塹壕跡 - 周辺の森林内に土を掘って構築した跡がいくつか残っている。

### 飛行場地区跡
滑走路や格納庫などがあった。滑走路は、戦時中としては数少ないコンクリート製の滑走路で、幅50㍍ほど、長さ1500㍍（他に1498㍍、1350㍍という説もある。跡地を実測すると1500㍍程度）ほどの規模を誇っていた。戦後1970年代までに農地開発で消滅したが、その北端が直線道路となって往時をしのばせている。
- 滑走路跡 - 飛行場の滑走路の跡は、現在、その北側が直線道路になっており、上空から見れば、滑走路跡のカタチがよく分かる。滑走路の長さはおよそ1500㍍で、幅はおよそ50㍍だった。
- 作戦指揮所跡 - 滑走路の東北端にあった。そこから地下作戦室・無線室に通じる通路もあったが、今は埋もれている。
- 無蓋掩体壕 - 現在3つの無蓋掩体壕が残存している。かつては50近くあった。
- 隊門 - 往時を偲ばせる隊門が今でも残っている。
- 地上格納庫跡 - 3つあった格納庫のうち、1つについてはコンクリート製の土台の一部が現存している。
- 位置座標：北緯32度13分14.74秒 東経130度48分30.63秒 / 北緯32.2207611度 東経130.8085083度

### 隧道地区跡

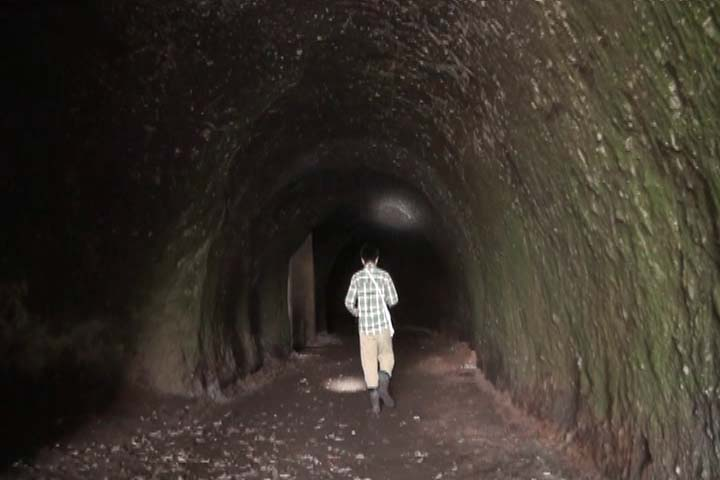
本部としても使われたという地下魚雷調整場への隧道

アメリカ軍の爆撃に耐え、本土決戦に備えるため、多くの地下軍事施設が建設されたエリアである。司令部、倉庫、兵舎、格納庫、トンネル、地下工場など、多くの地下軍事施設が建設された。その大半は、戦後、削られて消滅したものの、今でも多くの防空壕が残っており、当時の様子をうかがい知ることができる。
- 見張台跡 - 滑走路の北東にある丘の上には、見張台が建てられていた。
- 地下作戦室・無線室 - 戦闘指揮所の地下に所在した。コンクリート製もので、現在、地上からの出入口はふさがれ、斜面側の出入口が残っている。
- 地下魚雷調整場 - 由留木の賀茂神社にある駐車場横に残る。ここは本部としても利用され、終戦時には、ここで終戦の告知も行われている。向かい側にある林の中では、特攻用ボート「震洋」の製造も行われていた。
- 地下工場 - 基地の東側に、複数所在。それらのうち、機械工場、発動機工場、自動車工場が残る。
- 地下格納庫 - 敵の空襲から飛行機を守るため、設置された。現在でも緑ケ丘と荒田の格納庫が残る。
- 地下倉庫 - 地下には、物資を保管するため、谷や崖に沿って、多数の弾薬庫、会計倉庫、施設部倉庫などの倉庫が建設された。黒丸地区にはその１つが残っている。
- 地下兵舎 - 地下魚雷調整場からその南にある球磨川のあたりにかけての崖沿いに多く残る。
- 地下弾薬庫 - 最後に残った弾薬庫も造成のため、まもなく消滅する見込み。
- トンネル - 陣地や通路として多くのトンネルが掘られ、今でも約6本のトンネルが残るが、うち1本は片側が埋もれる。